# Coppa Davis 2010 Zona Euro-Africana Gruppo III - Africa
Il Gruppo III Africa della Zona Euro-Africana (Europe/Africa Zone) è il terzo e ultimo livello di competizione della Zona Euro-Africana, una delle tre divisioni zonali della Coppa Davis 2010. Esso è parallelo al Gruppo III Europa. Due squadre vengono promosse al Gruppo II.

## Nazioni partecipanti
- Algeria
- Benin
- Botswana
- Camerun
- Rep. del Congo
- Costa d'Avorio
- Ghana
- Kenya
- Madagascar
- Marocco
- Nigeria
- Ruanda
- Tunisia
- Zimbabwe

## Formula
Le quattordici nazioni partecipanti vengono suddivise in quattro gironi da 3 o da 4 squadre ciascuno, in cui ciascuna squadra affronta le altre incluse nel proprio girone (Pool). Dopodiché le prime classificate di ciascun girone lottano per i due posti validi per la promozione al Gruppo II: la prima del girone A affronta la prima del girone B, mentre la prima del girone C affronta la prima del girone D. Le due squadre vincenti vengono promosse.
|   | Pool A               | Marocco (bandiera) | Costa d'Avorio (bandiera) | Kenya (bandiera) |
| 1 | Marocco (2-0)        |                    | 3-0                       | 3-0              |
| 2 | Costa d'Avorio (1-1) | 0-3                |                           | 3-0              |
| 3 | Kenya (0-2)          | 0-3                | 0-3                       |                  |

|   | Pool B               | Madagascar (bandiera) | Zimbabwe (bandiera) | Botswana (bandiera) | Rep. del Congo (bandiera) |
| 1 | Madagascar (3-0)     |                       | 2-1                 | 3-0                 | 3-0                       |
| 2 | Zimbabwe (2-1)       | 1-2                   |                     | 3-0                 | 3-0                       |
| 3 | Botswana (1-2)       | 0-3                   | 0-3                 |                     | 2-1                       |
| 4 | Rep. del Congo (0-3) | 0-3                   | 0-3                 | 1-2                 |                           |

|   | Pool C        | Tunisia (bandiera) | Benin (bandiera) | Ghana (bandiera) | Camerun (bandiera) |
| 1 | Tunisia (3-0) |                    | 3-0              | 3-0              | 3-0                |
| 2 | Benin (2-1)   | 0-3                |                  | 2-1              | 2-1                |
| 3 | Ghana (1-2)   | 0-3                | 1-2              |                  | 3-0                |
| 4 | Camerun (0-3) | 0-3                | 1-2              | 0-3              |                    |

|   | Pool D        | Algeria (bandiera) | Nigeria (bandiera) | Ruanda (bandiera) |
| 1 | Algeria (2-0) |                    | 2-1                | 3-0               |
| 2 | Nigeria (1-1) | 1-2                |                    | 3-0               |
| 3 | Ruanda (0-2)  | 0-3                | 0-3                |                   |

## Sede
- Royal Tennis Club de Marrakech, Marrakech, Marocco (Terra rossa - outdoor)

## Turno preliminare

### Pool A
5 maggio 2010
- Kenya- Costa d'Avorio: 0-3
  - Nugent (CIV) b. Mwangi (KEN) 6-3, 6-2
  - Sanon (CIV) b. Kibet (KEN) 6-0, 6-0
  - Nugent/Sanon (CIV) b. Kibet/Mwangi (KEN) 6-2, 6-2

6 maggio 2010
- Marocco- Costa d'Avorio: 3-0
  - Chaki (MAR) b. Nugent (CIV) 7–6(3), 6-3
  - El Amrani (MAR) b. Sanon (CIV) 6-3, 7-6(1)
  - Ouahabi/Ziadi (MAR) b. Nugent/N'Yaba (CIV) 6-2, 6-1

7 maggio 2010
- Kenya- Marocco: 0-3
  - Ziadi (MAR) b. Ochieng (KEN) 6-0, 6-0
  - Ouahabi (MAR) b. Rawal (KEN) 6-0, 6-0
  - Chaki/El Amrani (MAR) b. Mwangi/Rawal (KEN) 6-0, 6-1

### Pool B
5 maggio 2010
- Rep. del Congo- Madagascar: 0-3
  - Counil (MAD) b. Bemba (CGO) 6-1, 6-0
  - Rasolondrazana (MAD) b. Gnitou (CGO) 6-2, 6-1
  - Rajaobelina/Rakotondramanga (MAD) b. Bemba/Gnitou (CGO) 6-0, 6-2

5 maggio 2010
- Botswana- Zimbabwe: 0-3
  - Lock (ZIM) b. Sibanda (BOT) 6-0, 6-0
  - Fynn (ZIM) b. Mabaka (BOT) 6-0, 6-0
  - Fynn/Mushonga (ZIM) b. Mosinyi/Muzondiwa (BOT) 6-1, 6-1

6 maggio 2010
- Zimbabwe- Madagascar: 1-2
  - Rajaobelina (MAD) b. Mushonga (ZIM) 6-4, 6-1
  - Rasolondrazana (MAD) b. Mushonga (ZIM) 6-4, 6-2
  - Fynn/Mushonga (ZIM) b. Rakotondramanga/Rasolondrazana (MAD) 7–6(2), 4-6, 6-3

6 maggio 2010
- Rep. del Congo- Botswana: 1-2
  - Sibanda (BOT) b. Leba (CGO) 6-0, 6-0
  - Muzondiwa (BOT) b. Gnitou (CGO) 7-5, 3-6, 6-3
  - Bemba/Gnitou (CGO) b. Mabaka/Mosinyi (BOT) 7-5, 3-6, 6-4

7 maggio 2010
- Botswana- Madagascar: 0-3
  - Rakotondramanga (MAD) b. Sibanda (BOT) 6-0, 6-1
  - Rasolondrazana (MAD) b. Muzondiwa (BOT) 6-0, 6-0
  - Rakotondramanga/Rasolondrazana (MAD) b. Mabaka/Mosinyi (BOT) 6-0, 6-0

7 maggio 2010
- Rep. del Congo- Zimbabwe: 0-3
  - Lock (ZIM) b. Kamessa (CGO) 6-1, 6-0
  - Fynn (ZIM) b. Gnitou (CGO) 6-2, 6-2
  - Fynn/Mushonga (ZIM) b. Bemba/Leba(CGO) 6-0, 6-1

### Pool C
5 maggio 2010
- Benin- Tunisia: 0-3
  - Abid (TUN) b. Segodo (BEN) 6-1, 6-0
  - Jaziri (TUN) b. Didavi (BEN) 6-2, 6-0
  - Abid/Jaziri (TUN) b. Houngbo/Pognon (BEN) 6-3, 6-2

5 maggio 2010
- Camerun- Ghana: 0-3
  - Salifu (GHA) b. Ayinda (CMR) 7-5, 6-3
  - Adjei Darko (GHA) b. Nkoueleue (CMR) 6-0, 6-0
  - Mensah/Owusu (GHA) b. Ntouba/Teboh (CMR) 7-5, 6-1

6 maggio 2010
- Ghana- Tunisia: 0-3
  - Abid (TUN) b. Salifu (GHA) 7-5, 7–6(8)
  - Jaziri (TUN) b. Adjei Darko (GHA) 6-4, 7-5
  - Derbal/Triki (TUN) b. Mensah/Owusu (GHA) 6-3, 6-3

6 maggio 2010
- Benin- Camerun: 2-1
  - Pognon (BEN) b. Ayinda (CMR) 6-2, 6-4
  - Nkoueleue (CMR) b. Didavi (BEN) 6-4, 0-6, 7–6(6)
  - Didavi/Segodo (BEN) b. Ntouba/Teboh (CMR) 4-6, 7-5, 6-1

7 maggio 2010
- Camerun- Tunisia: 0-3
  - Abid (TUN) b. Ntouba (CMR) 6-0, 6-1
  - Jaziri (TUN) b. Ayinda (CMR) 6-2, 6-0
  - Derbal/Triki (TUN) b. Nkoueleue/Ntouba (CMR) 6-2, 6-3

7 maggio 2010
- Benin- Ghana: 2-1
  - Pognon (BEN) b. Salifu (GHA) 7–6(5), 1-6, 6-1
  - Adjei Darko (GHA) b. Didavi (BEN) 6-0, 6-0
  - Didavi/Pognon (BEN) b. Adjei Darko/Salifu (GHA) 7–6(3), 6(4)–7, 6-3

### Pool D
5 maggio 2010
- Ruanda- Nigeria: 0-3
  - Babalola (NGR) b. Ntaberanwa (RUA) 6-2, 6-2
  - Emmanuel (NGR) b. Nkunda (RUA) 6-3, 6-1
  - Idoko/Shehu (NGR) b. Habiyambere/Nkunda (RUA) 6-1, 6-2

6 maggio 2010
- Nigeria- Algeria: 1-2
  - Babalola (NGR) b. Hameurlaine (ALG) 3-6, 7–6(4), 6-2
  - Hared (ALG) b. Emmanuel (NGR) 6-2, 6-4
  - Hared/Saoudi (ALG) b. Idoko/Shehu (NGR) 3-6, 7-5, 7-5

7 maggio 2010
- Ruanda- Algeria: 0-3
  - Hameurlaine (ALG) b. Habiyambere (RWA) 6-0, 6-2
  - Saoudi (ALG) b. Nkunda (RWA) 6-1, 6-1
  - Ouadane/Saoudi (ALG) b. Bizimana/Nkunda (RWA) 6-1, 6-1

## Fase finale
8 maggio 2010

### Spareggi 1º-4º posto
- Marocco- Madagascar: 2-0
  - Chaki (MAR) b. Rakotondramanga (MAD) 6-1, 6-4
  - El Amrani (MAR) b. Rasolondrazana (MAD) 6-0, 6-1
  - Chaki/El Amrani (MAR) - Rakotondramanga/Rasolondrazana (MAD) Non giocata

- Algeria- Tunisia: 0-2
  - Abid (TUN) b. Hared (ALG) 6-3, 6-2
  - Jaziri (TUN) b. Saoudi (ALG) 6-4, 6-2
  - Abid/Jaziri (TUN) - Ouadane/Saoudi (ALG) Non giocata

### Spareggi 5º-8º posto
- Benin- Nigeria: 1-2
  - Pognon (BEN) b. Babalola (NGR) 7-5, 6-2
  - Emmanuel (NGR) b. Didavi (BEN) 6-2, 6-2
  - Idoko/Shehu (NGR) b. Houngbo/Sognon (BEN) 6-3, 6-1

- Zimbabwe- Costa d'Avorio: 2-0
  - Lock (ZIM) b. N'Yaba (CIV) 6-3, 6-2
  - Fynn (ZIM) b. Nugent (CIV) 4-6, 6-4, 7–6(8)
  - Fynn/Mushonga (ZIM) - Nugent/N'Yaba (CIV) Non giocata

### Spareggi 9º-12º posto
- Ruanda- Ghana: 0-3
  - Owusu (GHA) b. Habiyambere (RWA) 6-2, 5-7, 6-0
  - Mensah (GHA) b. Nkunda (RWA) 6-2, 6-2
  - Mensah/Owusu (GHA) b. Bizimana/Ntaberanwa (RWA) 6-2, 6-2

- Botswana- Kenya: 0-3
  - Mwangi (KEN) b. Mabaka (BOT) 6-3, 6-3
  - Kibet (KEN) b. Muzondiwa (BOT) 6-4, 6-3
  - Ochieng/Rawal (KEN) b. Mosinyi/Sibanda (BOT) 6-4, 3-6, 6-4

### Finale 13º-14º posto
- Rep. del Congo- Camerun: 0-3
  - Ntouba (CMR) b. Kamessa (CGO) 6-1, 6-0
  - Ayinda (CMR) b. Leba (CGO) 6-1, 6-0
  - Ntouba/Teboh (CMR) b. Bemba/Gnitou (CGO) 7-5, 7-5